# Chyše (stacja kolejowa)
Chyše – stacja kolejowa w Chyšach, w kraju karlowarskim, w Czechach. Znajduje się na wysokości 470 m n.p.m.
Jest zarządzana przez Správę železnic. Na stacji nie ma możliwości zakupu biletów, a obsługa podróżnych odbywa się w pociągu.

## Linie kolejowe
- 161 Rakovník - Bečov nad Teplou